# 16. alpinski polk
16. alpinski polk (izvirno italijansko 16° reggimento Alpini) je bil alpinski polk Italijanske kopenske vojske.

## Zgodovina
Polk je bil ustanovljen leta 1991 in razpuščen leta 2004.

## Organizacija
- Štab

- Štabna in logistično-podporna četa
- Alpinski bataljon Belluno